# Xanthisthisa tarsispina
Xanthisthisa tarsispina là một loài bướm đêm trong họ Geometridae.